# Neuville-Bourjonval
Neuville-Bourjonval település Franciaországban, Pas-de-Calais megyében. Lakosainak száma 170 fő (2022. január 1.). Neuville-Bourjonval Ruyaulcourt, Havrincourt, Metz-en-Couture, Ytres, Équancourt és Fins községekkel határos.

## Népesség
A település népességének változása:
| Lakosok száma | 174  | 171  | 170  | 168  | 168  | 168  | 168  | 169  | 170  |
|               | 2013 | 2015 | 2016 | 2017 | 2018 | 2019 | 2020 | 2021 | 2022 |